# Kean (film, 1957)
Pour les articles homonymes, voir Kean.
Pour plus de détails, voir Fiche technique et Distribution.
Kean (Kean - Genio e sregolatezza) est un film biographique italien réalisé par Vittorio Gassman et Francesco Rosi et sorti en 1957.
C'est un fictionalisation de la vie d'Edmund Kean (1787-1833), d'après la pièce originale Kean, ou Désordre et Génie (1836) d'Alexandre Dumas père ainsi que la pièce Kean (1953) de Jean-Paul Sartre.

## Synopsis
À Londres au XIXe siècle, Edmund Kean est un comédien shakespearien adulé. Don Juan invétéré, il amuse par sa faconde et son esprit la bonne société londonienne. Eléna, la charmante épouse de l’ambassadeur du Danemark est éprise de l’acteur. Le prince de Galles apprend que cet émoi est réciproque, et lui propose de renoncer à cette idylle contre une forte somme d'argent. Mais bientôt, Kean tombe amoureux d'Anna, une jeune mais prometteuse première actrice.

## Fiche technique
Sauf indication contraire, les informations mentionnées dans cette section peuvent être confirmées par la base de données cinématographiques IMDb,  présente dans la section « Liens externes ».
- Titre original italien : Kean - Genio e sregolatezza[1]
- Titre français : Kean[2]
- Réalisation : Vittorio Gassman, Francesco Rosi
- Scenario : Suso Cecchi D'Amico, Vittorio Gassman, Luciano Lucignani (non crédité), Francesco Rosi
- Photographie :	Gianni Di Venanzo
- Montage : Enzo Alfonsi
- Musique : Roman Vlad
- Décors : Gianni Polidori (it)
- Costumes : Giulio Coltellacci (it), Marilù Carteny
- Trucages : Libero Politi
- Production : Franco Cristaldi
- Société de production : Lux Film, Vides Cinematografica
- Pays de production :  Italie
- Langue originale : italien
- Format : Couleur par Technicolor - 1,85:1 - Son mono - 35 mm
- Durée : 83 min (1 h 23)
- Genre : Film biographique
- Dates de sortie :
  - Italie : 4 mars 1957 (Turin) ; 5 mars 1957 (Rome) ; 12 mars 1957 (Milan)
  - France : 1957[2]
- Affiche : Giuliano Nistri (Italie)

## Distribution
- Vittorio Gassman : Edmund Kean
- Cesco Baseggio : Salomon
- Eleonora Rossi Drago : Comtesse Elena Koefeld
- Nerio Bernardi : Comte Koefeld
- Mario Carotenuto : Peter Patt
- Helmut Dantine : Lord Mewill
- Bianca Maria Fabbri : la comédienne principale
- Anna Maria Ferrero : Anna Damby
- Carlo Mazzarella : Dario
- Valentina Cortese : Fanny
- Dina Sassoli : Amy
- Amedeo Girard : Bob
- Pietro Tordi : Cochrane
- Bruno Smith : un acteur
- Mario Passante : un créancier
- Giuliano Montaldo : un spectateur au théâtre

## Production
Tourné en trois semaines au teatro Valle à Rome (à l'exception de la scène se déroulant dans la taverne), le film est le fruit d'une coproduction entre Lux Film et Vides de Franco Cristaldi.
« Jeune producteur qui appréciait de travailler avec des jeunes metteurs en scène », Cristaldi a souhaité inclure Francesco Rosi dans le projet, comme condition pour lui confier la réalisation d'un film ultérieur (qui sera Le Défi). En tant que « réalisateur fantôme » - « réalisateur technique » au générique -, Rosi rejoint ainsi Vittorio Gassman, qui fait également ses débuts dans la réalisation cinématographique. Gassman avait d'ailleurs joué et mis en scène une version de Kean pour le théâtre deux ans plus tôt, en 1954.
Pour le photographe Gianni Di Venanzo, c'était la première expérience avec de la couleur.